# Frombork (przystanek kolejowy)
Frombork – nieczynny przystanek kolejowy we Fromborku, w województwie warmińsko-mazurskim, w Polsce, na linii kolejowej nr 254 (dawnej Kolei Nadzalewowej).

## Historia
W roku 1897 rozpoczęto budowę Kolei Nadzalewowej (niem. Haffuferbahn, HUB) – linii kolejowej, która w zamyśle niemieckich projektantów miała połączyć Elbląg z Królewcem. W maju 1899 roku ukończono budowę odcinka z Elbląga do Fromborka, a we wrześniu oddano do użytku odcinek łączący Frombork z Braniewem.
Regularny ruch pociągów osobowych na trasie został zawieszony 1 kwietnia 2006. Od tego czasu kursowały tu tylko pociągi specjalne i towarowe. Jeszcze w latach 2010 i 2011 wznowiono, staraniem Pomorskiego Towarzystwa Miłośników Kolei Żelaznych, na czas wakacji, w soboty i niedziele kursy z Grudziądza i Elbląga do Braniewa, zatrzymujące się na tej stacji. Ostatni pociąg pasażerski zatrzymał się tu 7 lipca 2013.